# جوزيف بيرسون
جوزيف بيرسون (بالإنجليزية: Joseph Pearson)‏ (1868 في المملكة المتحدة - ) هو لاعب كرة قدم بريطاني (وحمل سابقاً جنسية المملكة المتحدة لبريطانيا العظمى وأيرلندا) في مركز الوسط. لعب مع نادي ليفربول.